# Skinnskattebergs station

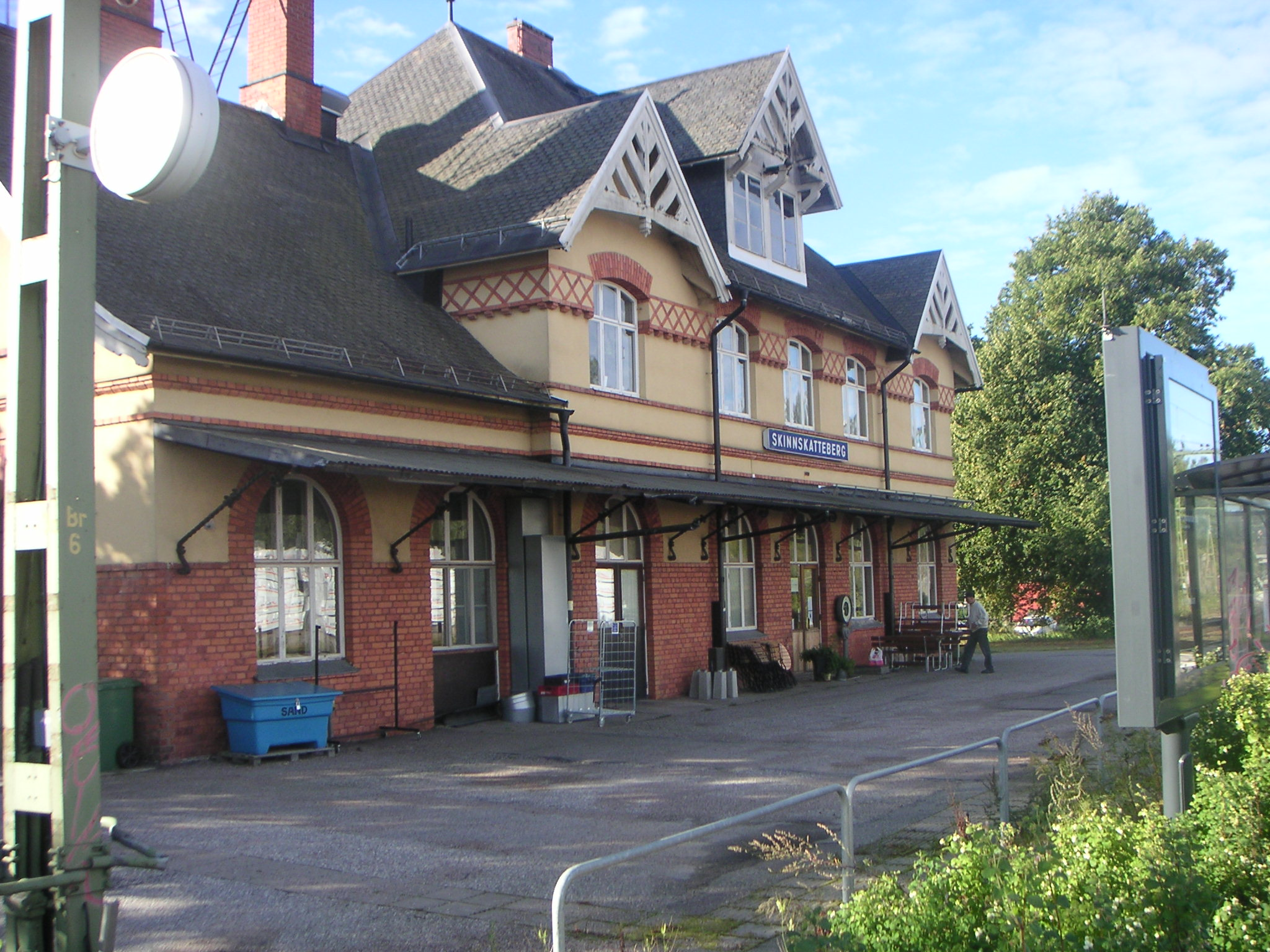
Skinnskattebergs järnvägsstation

Skinnskattebergs station är en järnvägsstation i Skinnskatteberg. Stationen ligger längs järnvägslinjen Godsstråket genom Bergslagen.
Stationsbyggnaden är ritad av SJ:s chefsarkitekt Folke Zettervall. Byggnaden är byggnadsminnesförklarad.
Stationen invigdes 1900 i samband med att den statliga stambanan mellan Frövi och Krylbo invigdes.

## Trafik
Tåg i Bergslagen har dagliga turer mot Örebro C och Gävle C.